# Ejido las Trojes
Ejido las Trojes är en ort i Mexiko.   Den ligger i kommunen Ocampo och delstaten Michoacán de Ocampo, i den södra delen av landet, 130 km väster om huvudstaden Mexico City. Ejido las Trojes ligger 2 339 meter över havet och antalet invånare är 469.
Terrängen runt Ejido las Trojes är huvudsakligen kuperad, men söderut är den bergig. Runt Ejido las Trojes är det ganska tätbefolkat, med 222 invånare per kvadratkilometer. Närmaste större samhälle är Heróica Zitácuaro, 16,4 km söder om Ejido las Trojes. I omgivningarna runt Ejido las Trojes växer i huvudsak blandskog.